# Peque (Spanje)
Peque is een gemeente in de Spaanse provincie Zamora in de regio Castilië en León met een oppervlakte van 38,88 km². Peque telt 147 inwoners (1 januari 2016).

## Demografische ontwikkeling
Bron: INE, 1857-2011: volkstellingen